# 缅甸站
缅甸站是位于云南省建水县面甸镇的一个铁路车站，邮政编码654316。车站建于1928年，有蒙宝铁路经过该站，现仅办理货运，不办理客运业务，车站及其上下行区间均未电气化。车站距离蒙自站64公里，隶属昆明铁路局，是四等站。